# محمد بن صالح المنصور
محمد بن صالح بن منصور بن صالح (الملقب بالمنسلح ) المنصور وهو من الطوالة من قبيلة شمر , كُفَّ بصرُه قبل بلوغه الثامنة من عمره .
له اثنان وثلاثون ما بين ولد وبنت من ثلاث زوجات . من أبرزهم :
1/ عبد الله بن محمد المنصور يعمل رئيساً لهيئات الأمر بالمعروف والنهي عن المنكر في مدينة بريده.
2/ عبد الملك بن محمد المنصور يعمل رئيساً لمركز هيئة الامر بالمعروف والنهي عن المنكر بالصفراء ببريده.

## النشأة
حفظ القرآن قبل البلوغ على يد الشيخ محمد بن صالح الوهيبي رحمه الله , كما حفظ بعض المتون على يد الشيخ محمد بن صالح المطوع رحمه الله, مثل زاد المستقنع – الطحاويه – الرحبية –الآجرومية .
سافر إلى الرياض في طلب العلم في سن السادسة عشرة في قصة طريفة.
تولى القضاء بعد التخرج من الشريعة عام 1376 في تربة . ثم السليل , ثم الباحة , ثم تبوك , ثم مكة المكرمة .. حتى عام 1388 ثم انتقل إلى التعليم حين عين مديراً لمعهد النور في بريدة , ثم مدرسا في المكتبة العلمية , ومدرسا ً في جامعة الإمام – فرع القصيم – إلى أن تقاعد عام 1410.
بدأ التدريس في «الرباط» في الرياض أثناء الدراسة في الكلية , ثم في مسجد في بريدة من عام 1389 , ولم ينقطع إلا قبل وفاته بشهرين حين اشتد به المرض . وكانت دروسه بعد صلاة الفجر, وبعد المغرب , وبعد العشاء يومياً ما عدا الجمعة .

## شيوخة
الشيخ محمد بن إبراهيم آل الشيخ , عبد اللطيف بن إبراهيم بن عبد اللطيف آل الشيخ , الشيخ عبد الرحمن بن قاسم , الشيخ عبد الله بن حميد , الشيخ عبد العزيز بن ناصر بن رشيد ,الشيخ عبدالعزيز بن باز .

## تلاميذه
الشيخ صالح الفوزان ,الشيخ عبد الله بن عثمان البشر , الشيخ سليمان العمرو , الشيخ صالح المحيميد , الشيخ عبد الله الدويش , الشيخ صالح الونيان , الشيخ سليمان العبيد , الشيخ على المنسلح , الشيخ صالح الخضيري , الشيخ على الخضير . الشيخ يحى العبد العزيز اليحى , الشيخ دبيان الدبيان , الشيخ إبراهيم الحسني , الشيخ صالح الصقعبي , الشيخ عبد العزيز البجادي , الشيخ تركي الغميز , الشيخ عبد العزيز العقل , الشيخ عبد الرحمن العقل , الشيخ يوسف العقل , الشيخ محمد المشوح , الشيخ فيصل الحازمي , الشيخ عبد الرحمن المرشود , الشيخ عبد العزيز المشيقح , الشيخ سلمان العودة,الشيخ علي محمد أبو الحسن.

## المصدر
مقالة للشيخ سلمان العودة